# Milorad Mažić
Milorad Mažić (Kirin Serbia: Милорад Мажић, phát âm [mǐlorad mǎʒitɕ]; sinh ngày 23 tháng 3 năm 1973) là một trọng tài bóng đá quốc tế người Serbia. Ông trở thành trọng tài FIFA vào năm 2009. Bên cạnh làm việc trong hệ thống giải bóng đá Serbia, Mažić điều khiển nhiều trận đấu ở UEFA Champions League (bao gồm cả trận chung kết 2018) và Europa League, cũng như trận Siêu cúp châu Âu 2016. Ông đã điều khiển các trận đấu tại FIFA World Cup 2014, UEFA Euro 2016, FIFA Confederations Cup 2017 (bao gồm cả trận đấu cuối cùng). Ông được chọn làm trọng tài cho FIFA World Cup 2018. Ông đã được trao huy chương bạc cho bằng khen của Cộng hòa Serbia. Ông được chọn là trọng tài người Serbia xuất sắc nhất 9 lần liên tiếp.